# Playout
En la radiodifusión, playout es un término para la emisión de canales de radio y de televisión desde la emisora hasta que se entrega el contenido a la audiencia. Esas redes pueden consistir en transmisores terrestres para analógica o digital de radio y televisión , las redes de cable o satélite (ya sea para la recepción directa, DTH o destinado a ser cabeceras de televisión por cable).
La reproducción tiene lugar en el control maestro de una zona de reproducción, que puede estar situada en la sala central de un aparato o en los centros de emisión deliberadamente construidas, que pueden ser propiedad de un organismo de radiodifusión o estar dirigidos por una empresa especializada independiente que ha sido contratada para manejar la reproducción para un número de canales de diferentes organismos de radiodifusión.
Algunos de los centros de emisión más grandes de Europa, el sudeste asiático, el de Estados Unidos y Argentina manejan más de 54 canales (feeds) de radio y televisión. Los feeds solían consistir en varias versiones diferentes de un servicio básico, a menudo versiones en distintos idiomas o con el contenido programado por separado, como los cortes locales de noticias o promociones.
- Datos: Q3724598